# 川口町 (新潟県)

長岡市における平成の大合併。当町は南東部に位置する。

川口町（かわぐちまち）は、かつて新潟県北魚沼郡に存在していた町である。小千谷市への通勤率は27.4%・長岡市への通勤率は10.4%（いずれも平成17年国勢調査）。2010年3月31日に、長岡市へ編入。合併前まで、長岡市と境を接してはいなかったため、飛び地合併となった。

## 地理

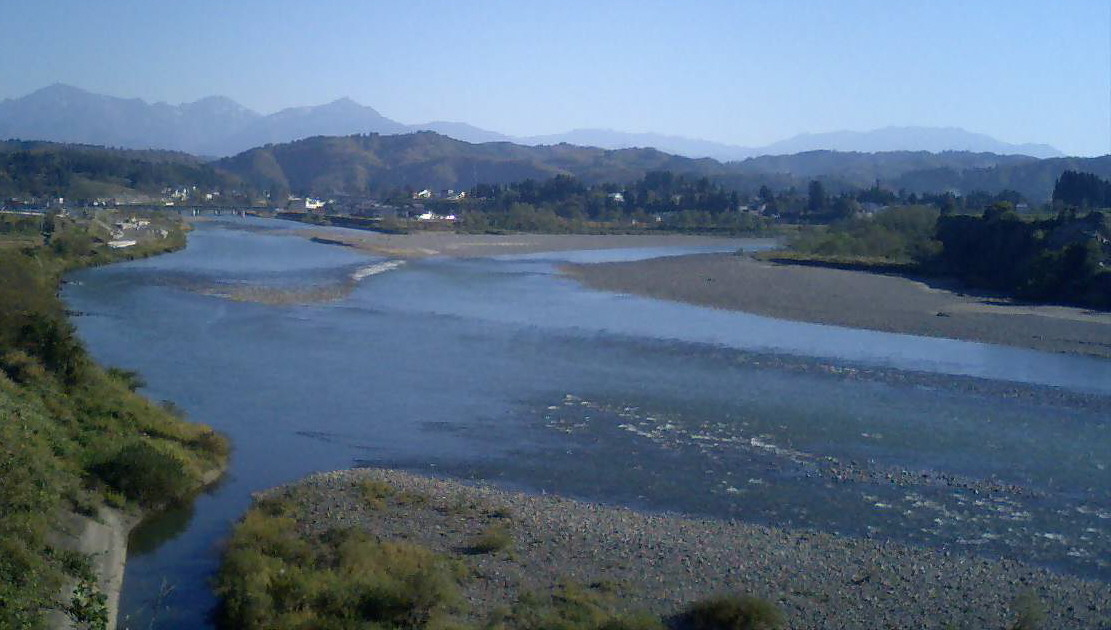
信濃川と魚野川の合流点（長岡市東川口）。写真右上から流れこみ右下へ流れていく川が信濃川、写真左上が魚野川上流部

信濃川とその最大支流魚野川との合流点で、町役場ホームページでも大きな川どうしの合流する景色を強調している。鉄道は、JR東日本上越線、飯山線の越後川口駅がある。道路は、関越自動車道「越後川口サービスエリア」が所在する。魚沼産コシヒカリとニシキゴイの生産を主要産業とし、観光施設として古くから川口やな（男山漁場）をシンボルとしてきた。近年、良質の温泉が掘り当てられ、第三セクターによる川口温泉や道の駅越後川口がオープンして人気を集めている。
2004年10月23日に発生した新潟県中越地震では、阪神・淡路大震災（兵庫県南部地震）以来9年ぶりとなる最大震度7を記録した。

## 歴史
- 1889年4月1日 - 町村制により、以下の村が成立。
  - 北魚沼郡
    - 川口村 ← 川口村、西川口村、川口原新田、山崎新田
    - 津山村 ← 和南津村、中山村
    - 上川村 ← 相川村、武道窪村、荒谷村、牛ケ島村、牛ケ島新田
    - 田麦山村 ← 田麦山村

  - 古志郡
    - 東山村 ← 木沢村、塩谷村、南荷頃村、小栗山村
- 1901年11月1日
  - 川口村、津山村が合併して川口村となる。
  - 上川村、薭生村が合併して薭生村となる。
- 1929年3月1日 - 薭生村の内、薭生を除く全域を編入（同日、薭生は小千谷町（現・小千谷市）に編入）。
- 1954年3月31日 - 田麦山村を編入。
- 1954年11月1日 - 東山村の内、木沢・塩谷の一部（峠）を編入（同日、同村の残る全域は小千谷市に編入）。
- 1957年8月1日 - 町制施行し、川口町となる。
- 2010年3月31日 - 長岡市に編入。

### 荒屋遺跡

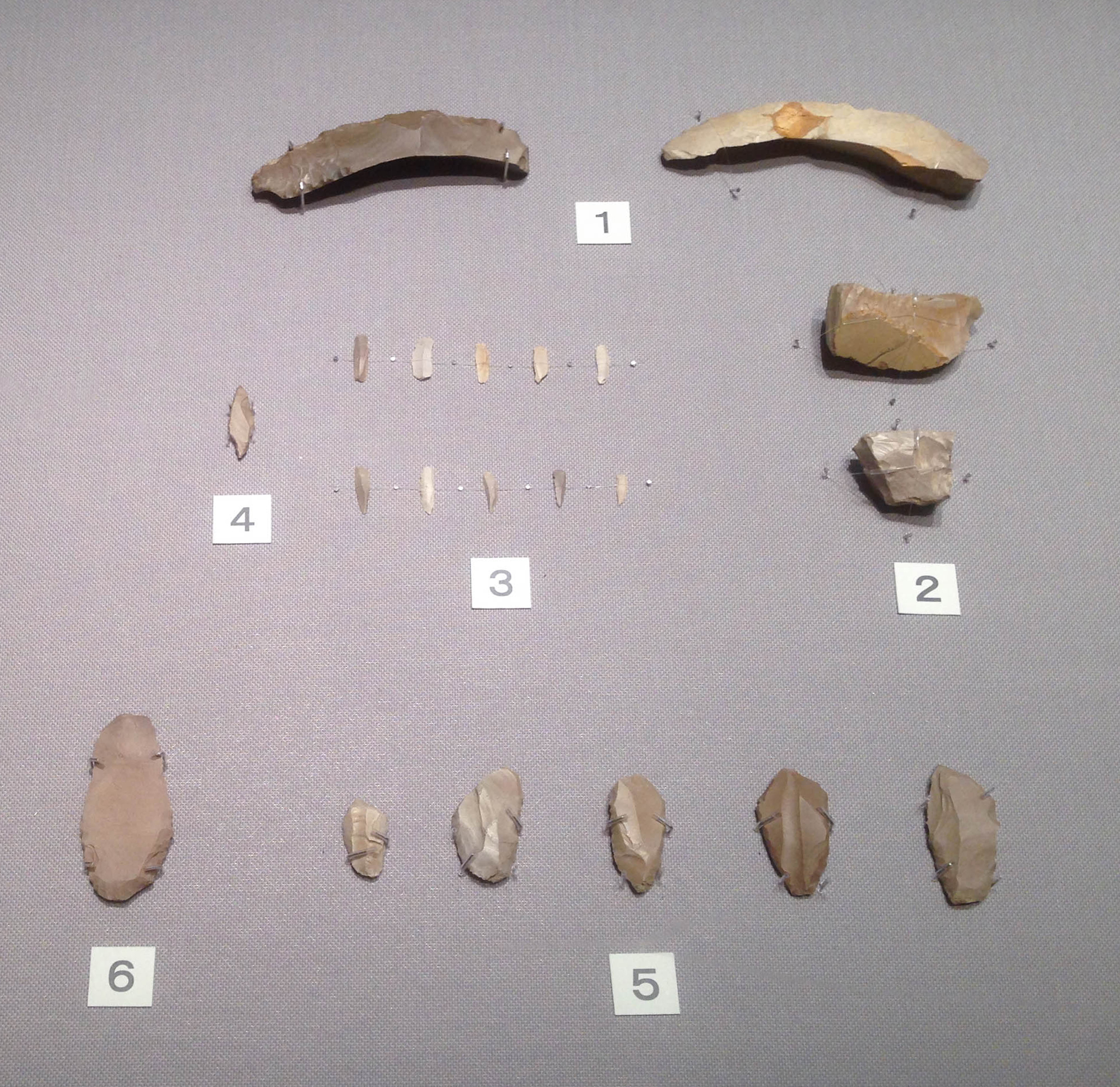
荒屋遺跡出土の石器（東京国立博物館蔵）

当町は古代においては、信濃川と魚野川の河口にあって海に面していた。西川口地区にある荒屋遺跡は、後期旧石器時代終末期のもので、細石刃、細石刃核、彫刻刀形石器などの細石刃文化期の石器が数万点出土している。荒屋型と呼ばれる彫刻刀形石器は、シベリヤからアラスカ、グリーンランドに類似の石器が分布する。2004年（平成16年）2月に国の史跡に指定された。

### 川合神社
「和南津」、「牛ケ島」などの地名と、河岸段丘の景観が、ここがかつて海岸線であったことを意味し、上杉謙信の陣地「川合神社」は、延喜式神名帳所収の川合神社の論社となっている。

### 和那美の水門
大河津分水路や関屋分水路によって越後平野は様変わりしたが、地形から見れば古代の越後平野は海原であって人の住めるようなところではなかった。伊勢の山辺の大神が鵜を追ってこの地（和那美 = 和南津）の水門で捕え、神宮に献上した神話がある。
読み：高志（こし）＝越、和那美の水門（わなみのみなと）、獻りき（たてまつりき）、號けて（なづけて）＝名付けて

### 田麦山油田
当町は、荒屋遺跡や河岸段丘という地形、あるいは近年発生した地震に見られるとおり、『地層のまち』であると言える。天然ガス産出量全国トップの地を現代においても近隣地に置き、近代は当地（田麦山）に石油が発掘され、油田として全国一の産出量を誇った時期があった。

### 川口やなと鮎の孵化場
伊勢の神話に出てくる和那美の水門、同じく魚野川の水を使った日本最古とされる川口やな、あるいは信濃川の水を使った新潟県内初の牛ケ島水力発電所や、湧水を使った県内初の鮎の孵化場も、この地に置かれた記録がある。

### 地層のまち、水のまち
この地の湧水によってニシキゴイが見事に発色し、棚田の魚沼産コシヒカリを育んで、更には近年、全国屈指の名湯キャンパス川口温泉を生んだ。当町は『地層のまち』であり、そこから湧き出る豊富な『水のまち』である。

### 新潟県中越地震
- 2004年10月23日に発生した新潟県中越地震で最大震度7を記録し、世界有数の地すべり地帯であることもあって、多くの建物が倒壊したり押しつぶされたりするなど大きな被害が出て、すべての町民は避難生活を余儀なくされた。
- また関東・信州から新潟に向かう大動脈のほとんどが集中する拠点にあって、そのすべてが寸断され、交通の麻痺から新潟県全体の機能にまで影響を及ぼした経緯もある。新潟県が同年11月29日から「新潟県中越大震災」の呼称を使うのもこれに由来する。

### キャンパス川口
- 国道17号沿い、道の駅越後川口を入口に、同中山地区から竹田地区までの数百メートルに渡る広大な用地にあるスポーツレクレーション施設および温泉アミューズメント施設である。1980年代より開発が始まり、2004年の震災を経て、2007年には温泉に隣接した宿泊ホテル棟が完成した。
- 施設は多目的グランドや体育館をはじめ、ゴルフ場や室内ゲートボール場、野球場、テニスコートやローラースケート場などスポーツ施設の他、オートキャンプ場、コテージ、キャンプ場等、宿泊施設も充実している。
- 特に、施設内にある川口温泉は全国屈指の泉質（高張性高温泉）を誇り、アトピー性皮膚炎に効くとあって、小さい子供を持つ若い母親の姿が目立つ。高台に設けられた露天風呂からは信濃川・魚野川の合流点が一望でき絶景であって、新潟日報発行の県内全温泉ガイドの表紙を飾ることとなった。

## 祭事・催事
- 催事・祭事
  - 賽の神：1月15日前後　（鳥追い・かまくら・火祭）
  - 宝積寺節分：2月3日（鬼芸能）
  - 農村公園桜見：4月上旬から中旬（旧上越線跡地・町の花）
  - 川合神社例祭：冬2月18日・19日：夏7月18日・19日（舞台芸能）
  - 川口まつり：7月最終週末（こども武者行列：女みこし：大花火大会）
  - 錦鯉品評会：10月中旬〜下旬（相川荒谷等）
  - 震災祈念：10月23日（町内各地）

## 観光スポット・文化・スポーツ・レクレーション
- 観光スポット
  - 越後川口サービスエリア：関越自動車道最大の敷地面積（合流点一望）

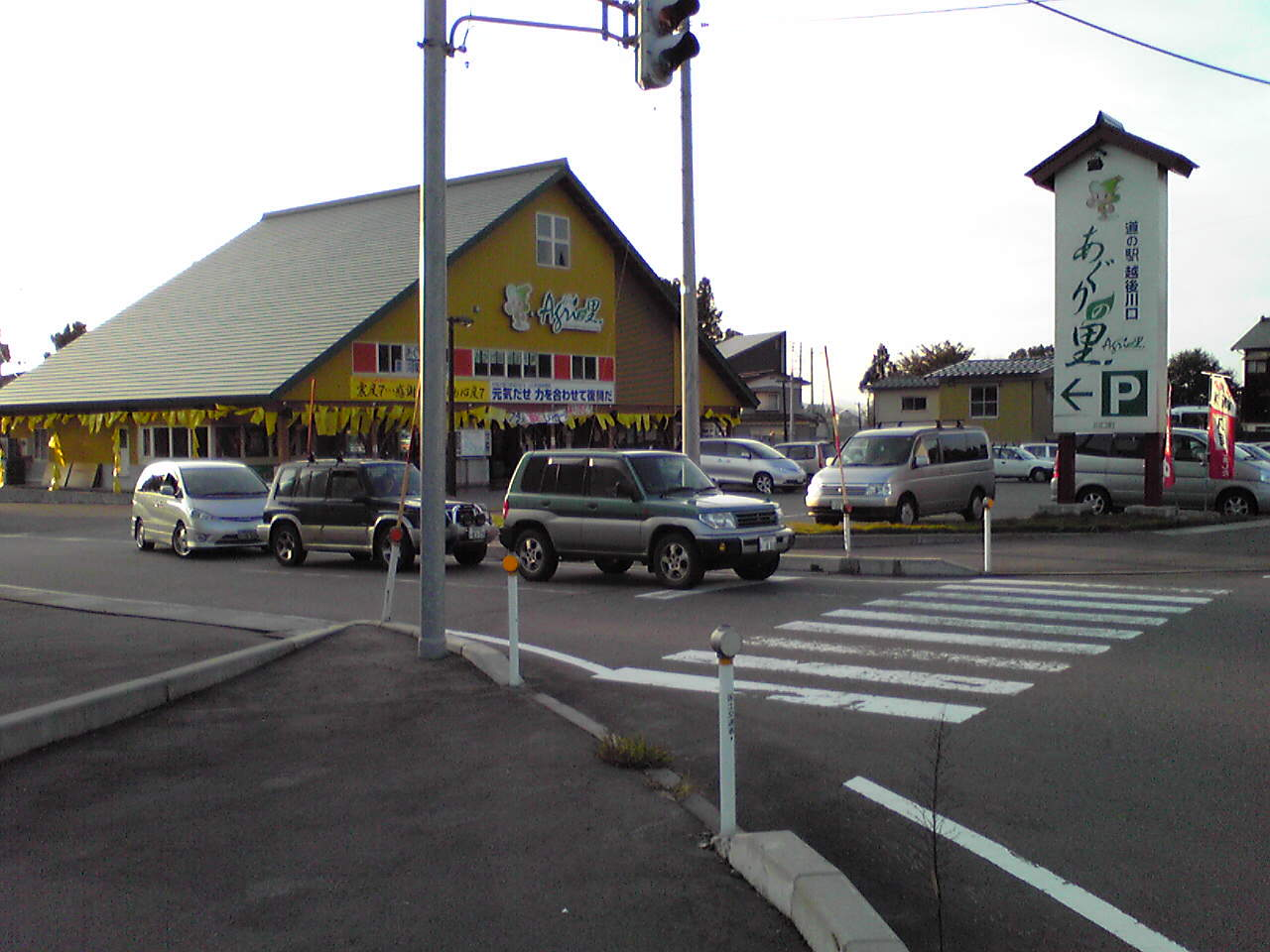
道の駅越後川口 あぐりの里

- - 道の駅越後川口：国道17号沿い（中山地区）：地元野菜販売
  - キャンパス川口温泉：道の駅越後川口より車で2分：日本有数の泉質・高張性高温泉
  - えちご川口温泉リゾート・ホテルサンローラ：国道17号沿い
- 文化・スポーツ・レクレーション・レクレーション施設
  - キャンパス川口：ゴルフ場・室内ゲートボール場・体育館・公式野球場・陸上サッカー競技場・全天候型テニス場

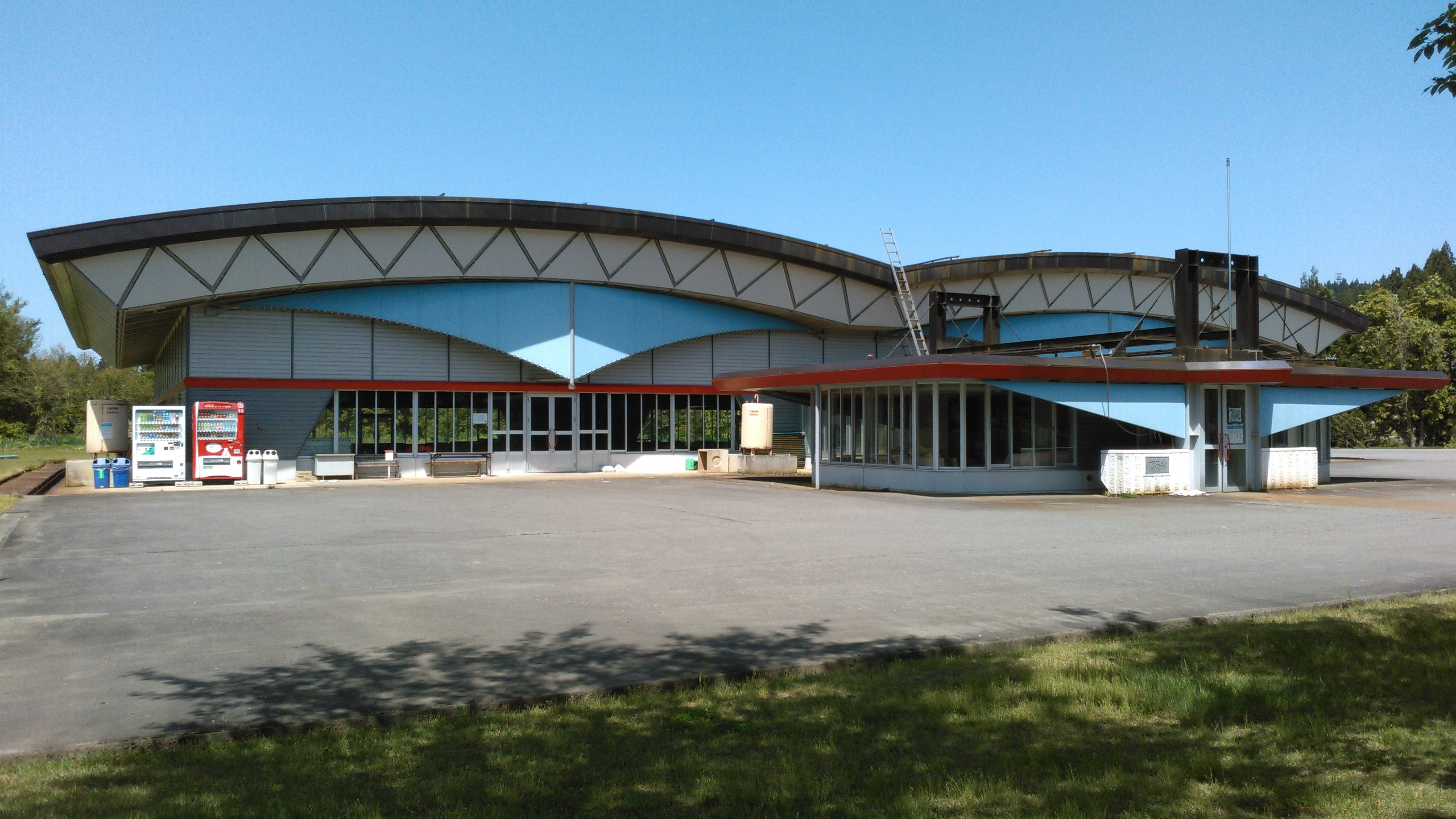
屋内ゲートボール場「すぱーく川口」

- - 三十三番めぐり：宝積寺観音から大投網（十八番）観音を経て宝積寺をめぐる景観探索
  - 歴史民俗資料館：荒屋遺跡の出土品、旧三国街道川口宿の本陣中林家や川合神社にまつわる資料展示
  - 川口文化会館
  - 川口図書館

## 名所・旧跡
- 名所・旧跡
  - 男山漁場（川口やな）：全国最大最古
  - 本陣中林邸：三国街道川口御宿跡
  - 荒屋遺跡：日本初の公式発掘
  - 延喜式内川合神社：上杉謙信ゆかりの地。わらべの神
  - 越後川口駅：上越線駅、飯山線終点駅。日本有数の曲線ホーム
  - 川口「県立川口孵化場」：新潟県内初の鮎の孵化場
  - 牛ケ島「県立水力発電所」：新潟県内初施設
  - 和南津「和那美の水門」：伊勢神話の古跡
  - 田麦山「油田」：記念碑
  - 武道窪「震央」：世界最大震度地点
  - 荒谷・相川「錦鯉」：小千谷、山古志とともに発祥の地
  - 木沢「棚田」：絶景観。日本原風景。
  - 牛ケ島「河岸段丘」：絶景観：富岡惣一郎（トミオカホワイト）の画で有名

## 保存
- 小唄・おどり
  - 川口小唄
- 伝統芸能
  - 川口甚句
  - 小高棒おどり
  - 和南津花笠おどり
- 文化
  - 天神囃子
  - 太子講

## 宿泊
- キャンパス川口温泉
  - 専用温泉風呂付ホテル
  - オートキャンプ場
  - コテージ
  - キャンプ場

## 特産品・名物・土産
- 特産品
  - 西倉西瓜：夏季直売所ができる。
- 名物・土産
  - 川口やな：アユ料理
  - 龍昇堂：和菓子
  - モンレーブ：洋菓子

## 交通

### 道路
- 高速道路
  - 関越自動車道
  - 越後川口インターチェンジ
  - 越後川口サービスエリア（インターチェンジと併設）
    - 関越自動車道では最大敷地面積を誇るパーキングエリア。東京 - 新潟間の高速バスは、上里サービスエリアとこの場所を休憩ポイントとして指定している。名産「ニシキゴイ」の展示。名産「魚沼産コシヒカリ」や「小千谷そば」の他、地元土産物などを数多く販売する。敷地内に設けられた展望台からの魚野川と信濃川の合流や、新緑、紅葉の中の越後三山の眺めは絶景。

  - 国道17号
- 一般国道
  - 国道117号
- 主要地方道
  - 新潟県道71号小千谷川口大和線：小千谷市と当町、魚沼市（堀之内）と南魚沼市（浦佐）を結ぶ。明治期は和南津に難所を抱えていたため（和南津トンネル = 平成まで旧国道唯一のトンネル）、このラインを新国道として開発し、国道117号と結ぶ予定だった。

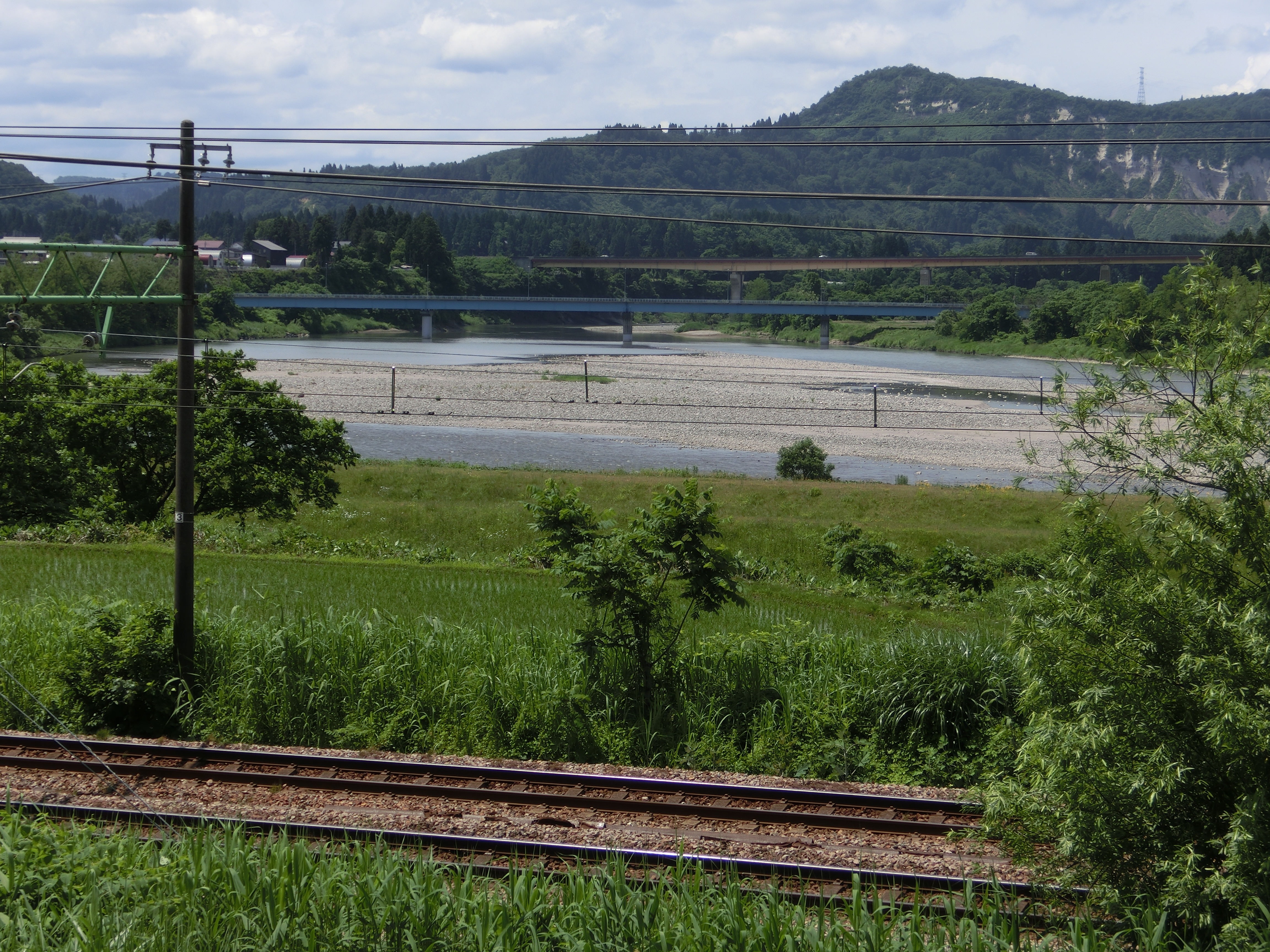
東川口（信濃川東岸、魚野川河口付近）より西倉橋及び越後川口橋(関越自動車道)を撮影。手前に見える線路は上越線。

- 主な橋梁東川口（信濃川東岸、魚野川河口付近）より西倉橋及び越後川口橋(関越自動車道)を撮影。手前に見える線路は上越線。

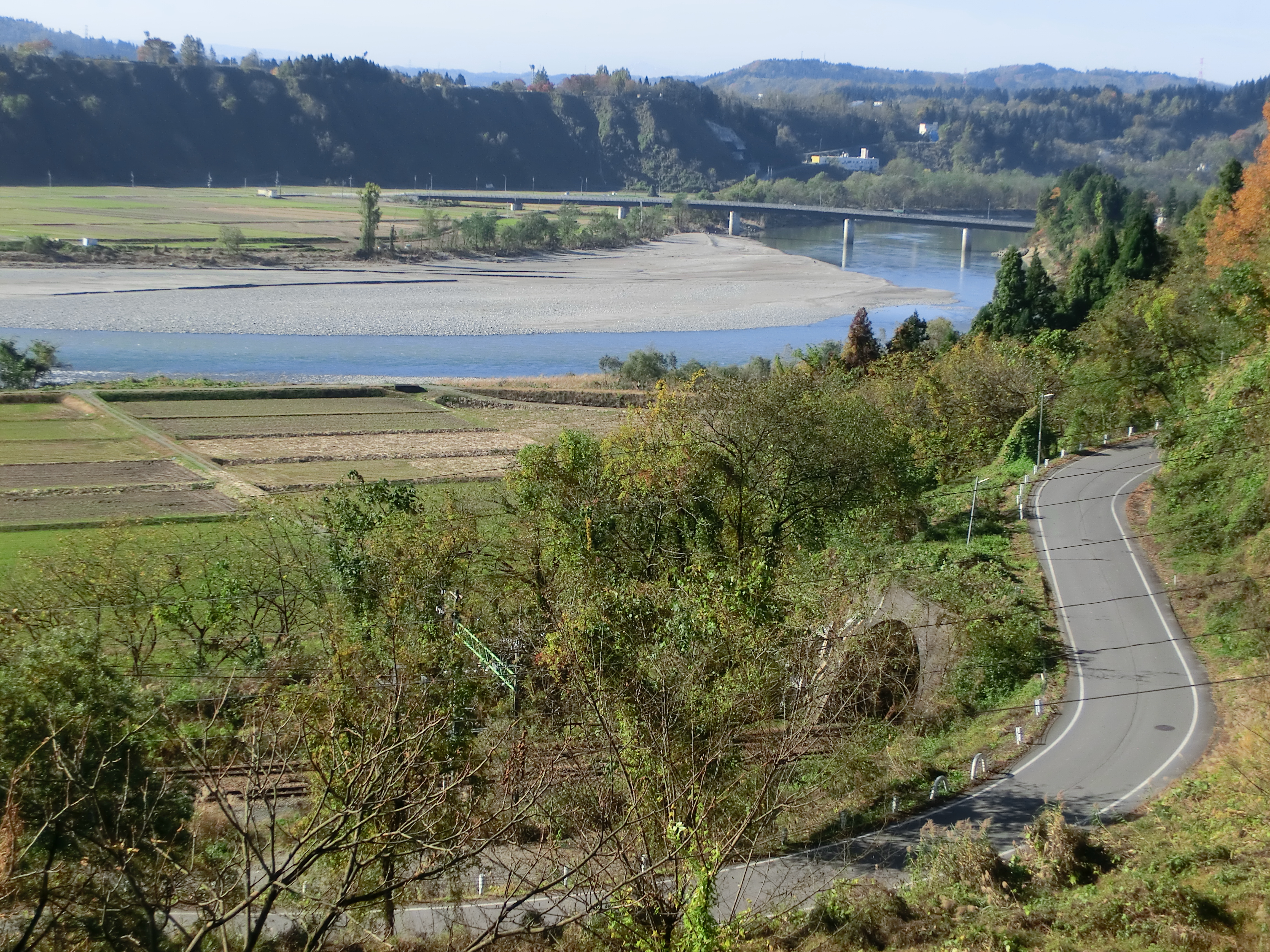
川口牛ケ島（国道17号上）にて撮影された牛ケ島大橋。

  - 川口橋 (長岡市)
  - 西倉橋
  - 和南津橋
  - 牛ケ島大橋

### 高速バス

#### 県内線
- ※バスは一旦、料金所の外へ出てからバス停に止まる。
- 十日町 - 新潟線 川口バス停
魚沼BS - 越後川口BS - 小千谷BS

#### 県外線
- 東京（池袋） - 新潟線と東京（池袋） - 上越（直江津）線が越後川口サービスエリアにて上下線とも休憩をとるが、バス停はない。最寄の停留所は小千谷BSか魚沼BSを利用することとなる。

### 鉄道
- 東日本旅客鉄道
  - 上越新幹線（町内を通過するが駅はない）
  - 飯山線
  - 上越線
  - 越後川口駅：飯山線始発終着駅
    - 日本有数の曲線ホームであることから電車の往来が分かりやすい。映画「熱海殺人事件」、テレビドラマ「高校教師」やその他CMなど、撮影に使われた。

## 行政運営

### 首長
- 町長：岡村 譲（2009年12月6日から）

### 議員
- 議会議長：古田島祐豊
- 議会副議長：石坂勝正

## 公共投資

### 国関連
特になし

### 県関連
- 新潟県道71号小千谷川口大和線 川口橋架替工事先代の川口橋車道上より撮影された、建設中の新しい川口橋の写真。2007年11月。

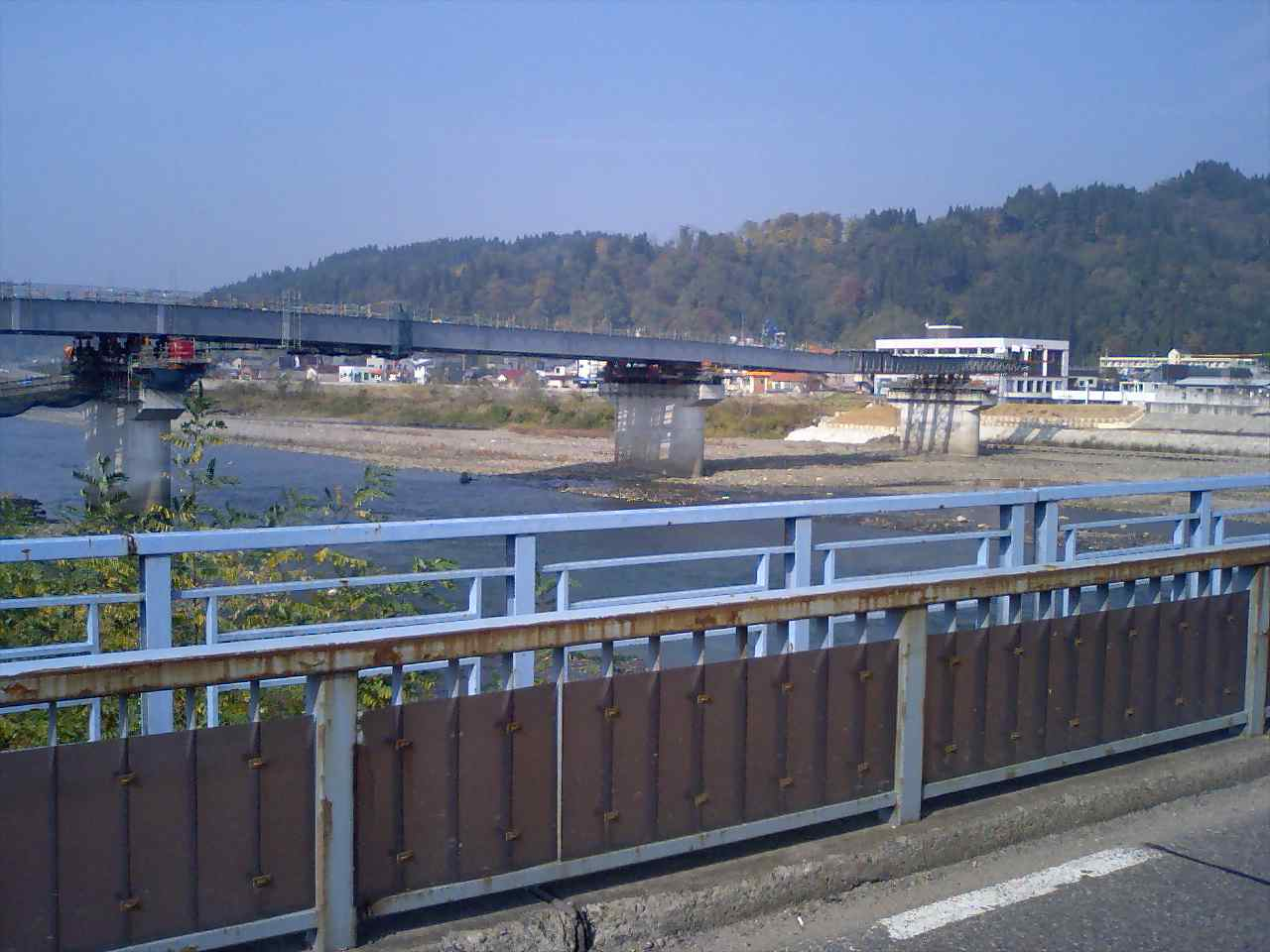
先代の川口橋車道上より撮影された、建設中の新しい川口橋の写真。2007年11月。

  - 1998年（平成10年）前後よりプロジェクトが開始され、2009年（平成21年）開通済み。[4]
- 新潟県道197号向山越後川口停車場線 震災プロムナード建設工事
  - 震災モニュメント的意味合いとして駅前通りを開発。2009年（平成21年）完成予定。
- 牛ケ島農道橋工事建設中の牛ケ島大橋。2007年5月。開通された牛ケ島大橋。

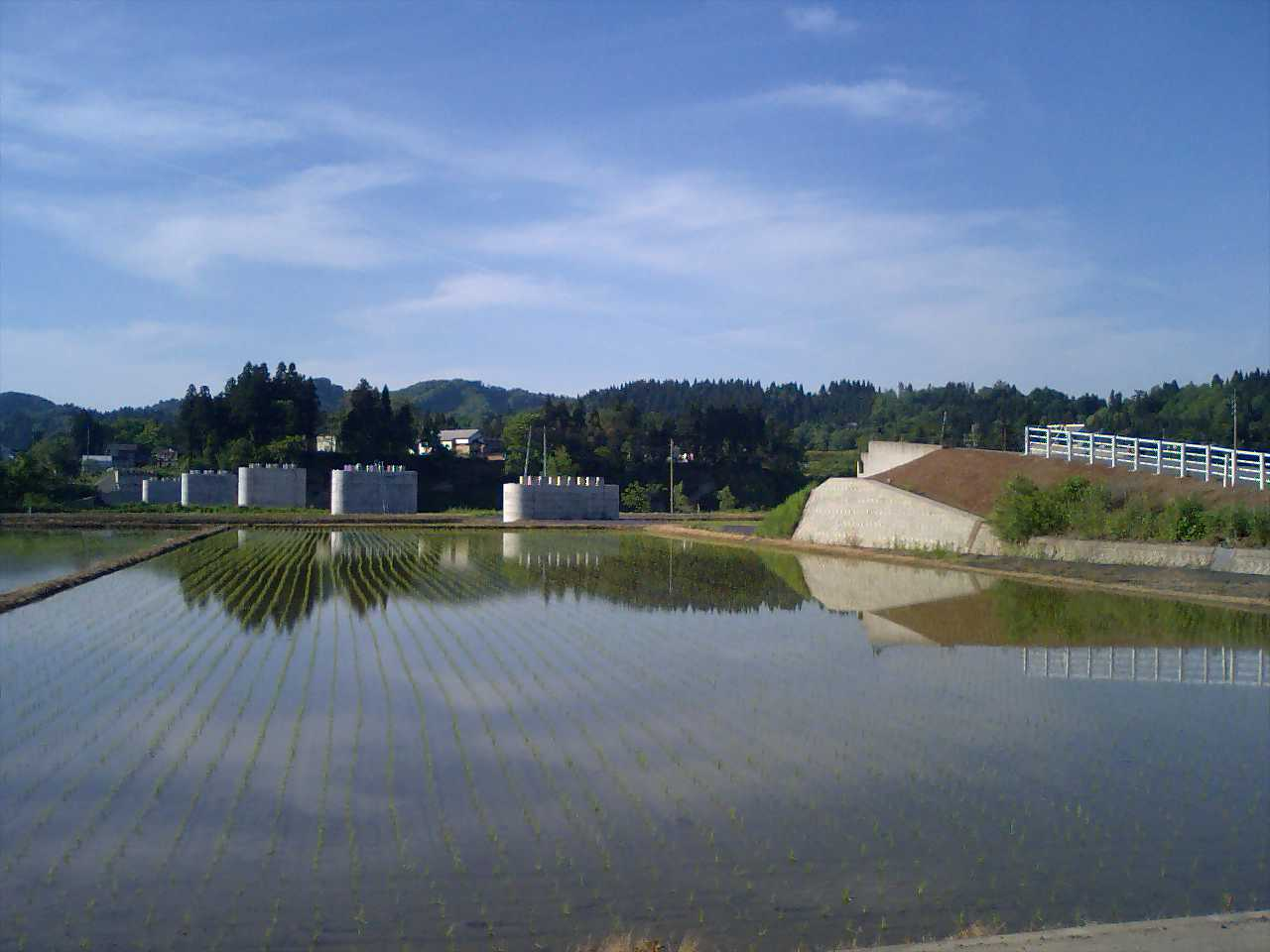
建設中の牛ケ島大橋。2007年5月。

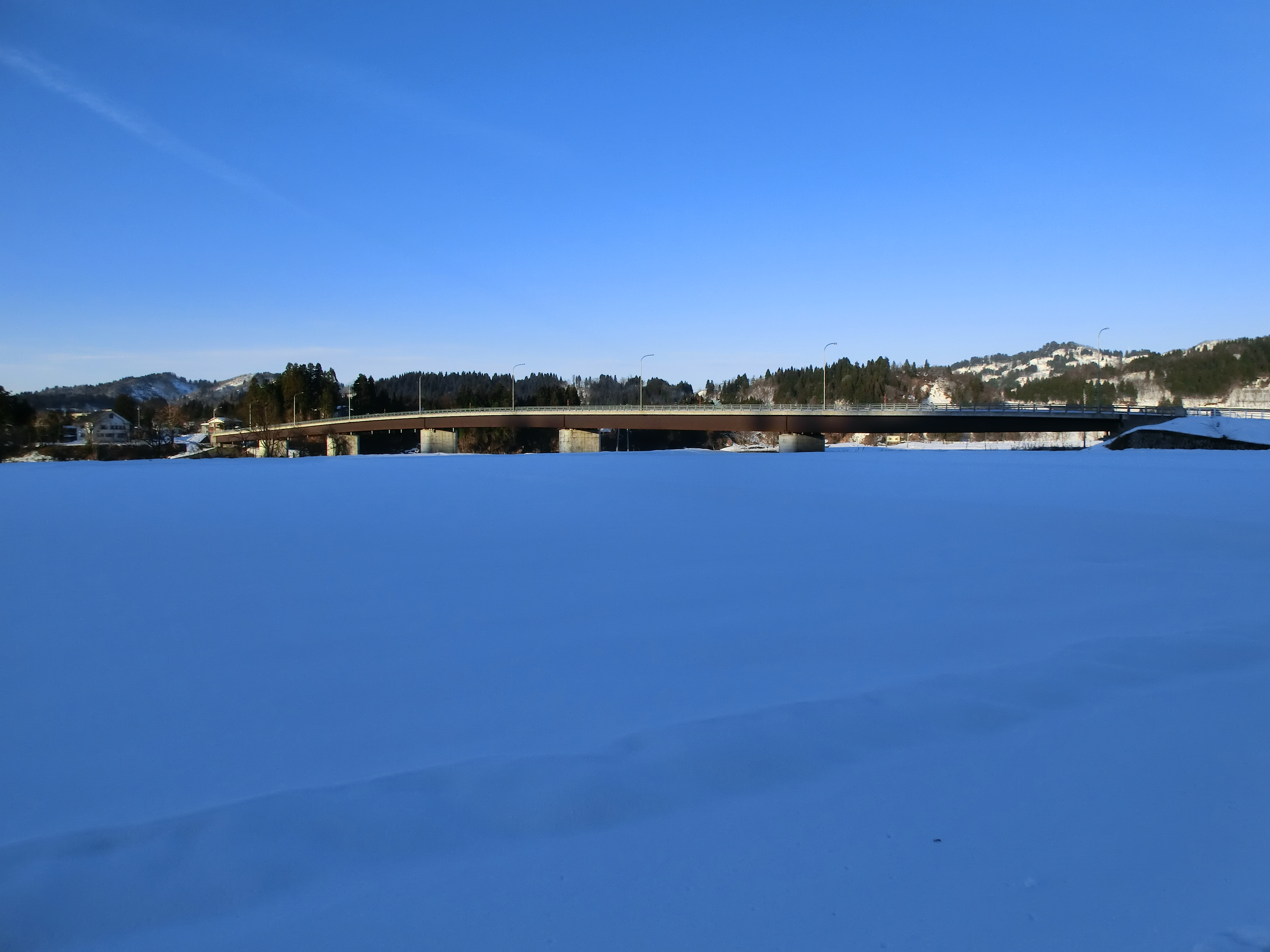
開通された牛ケ島大橋。

  - 2000年（平成12年）前後よりプロジェクト。それまで、渡し船による交通が行われていた。[5][6]
  - 牛ケ島大橋と命名され、2010年（平成22年）11月28日開通。[7]

### 町関連
特になし

## 経済

### 産業
- 主な産業：水稲農業・養鯉業・電器製造・ビニール加工・食品加工・建設業
  - 「魚沼産コシヒカリ」や「錦鯉」の産地。

### 流通
- 戦前までの河川交通や鉄道交通の盛んだった頃は、物資の流通は飯山線や千曲川を辿り長野から尾張、伊勢、あるいは関西へと向かう方が主流であったが、今は過去の話である。
- 現在では高速交通機関（高速道路や新幹線）の発達から、人・物・情報のいずれについても、関東への流通がほとんどとなっている。

## 姉妹都市・提携都市

### 国内
- 狛江市（東京都）：全国で最も面積の小さな市と小さな町としての交流がきっかけ。
  - 1987年7月25日に「ふるさと友好都市」となる。1988年には災害援助協定を締結。2004年10月に発生した新潟県中越地震では同市より多大な援助が行われた。

## 施設

### 保育
- 子育て支援センター
- 東川口保育園
- 西川口保育園

### 教育
- 川口町立川口小学校
- 川口町立川口中学校

### 公民館
- 木沢地区公民館
- 泉水地区公民館
- 田麦山地区公民館
- 生涯学習センター（川口地区）
- 川口小学校（西川口地区）

### 支援
- 教育委員会
- 学校給食センター
- 児童福祉ふれあい広場
- 社会福祉協議会
- 老人福祉末広荘
- 高齢者雇用シルバー人材センター
- 地域包括支援センター
- 防雪サブセンター

## 各機関

### 警察・消防
- 小千谷警察署川口交番
- 小千谷地域消防署川口出張所

### 医療・福祉機関
- 川口診療所
- 庄司内科医院
- 川口歯科医院
- 小見歯科医院
- 川口薬局
- 渡辺薬局

### 町政・県政機関
- 川口町役場
  - 総務課
  - 議会事務局
  - 町民福祉課
  - 税務会計課
  - 建設企業課
  - 産業振興課
- 中山間地農業技術センター

### 商工・農業機関
- 商工会館
- JA北魚沼農協　川口支店

### 金融機関
- 大光銀行　越後川口支店
- JA北魚沼農協　川口支店
- ゆうちょ銀行

### 公営住宅
- 県営あかさか団地
- 県営よしとみ団地
- 県営あけぼの団地
- 町営しみず団地
- 町営おおしま団地

## 店舗（生活雑貨品）
- 給油所・ガソリンスタンド
  - 渡辺石油（川口）
  - JA北魚沼川口給油所（牛ケ島貝之沢）
- 食料・生活雑貨店・スーパー
  - 喜多村商店（和南津）：和南津橋近く
  - 峠商店（和南津）：和南津橋たもと
  - カナエ（中山野田）：和南津橋たもと
  - 中島屋（川口）：越後川口駅近く
  - スーパー安田屋（川口）：越後川口駅近く、役場隣
  - 山田屋（牛ケ島貝之沢）
  - 萬屋（武道窪）：震源点近く
  - 小西屋（西川口荒屋）：西川口（荒屋遺跡近く→名所・旧跡）
  - 小見商店（田麦山大形）
- コンビニエンスストア
  - セブン-イレブン川口店：延期式内川合神社隣接（→名所・旧跡）
  - ローソン川口店：川口温泉、キャンパス川口入口、あぐりの里隣接（→観光スポット）

## 地域
当町は、上記のとおり、町域もそれほど広くなく、町村合併を特に多く経てなく、「川口」としての一体性が強く、町役場各種案内、統計等でも、地区ごとの区分をせず、一体でとらえているものが多く見られる。
川口（東川口）
川口町の中心市街地であり、越後川口駅や川口町役場、川口町図書館などが集まる。西は魚野川、東は山地、南北は丘陵に囲まれている。現在は大字川口で、東川口とよばれることもあるが、長岡市と合併した後は東川口に町名変更する。
西川口
川口町の西部に位置する。川口町の魚野川左岸の平地を占める。川口地区の対岸にあり、主に田園地帯が広がる。広い土地があることから川口小学校や川口中学校、越後川口IC・SAなどがある。最近は住宅が多く建設されて来ている。荒屋地区には荒屋遺跡があり、西倉地区では西瓜の収穫が盛ん。
- 小字
  - 荒屋
  - 新敷
  - 中新田
  - 岩出原
  - 西倉
  - 原新田
  - 川岸
  - 上野原

中山

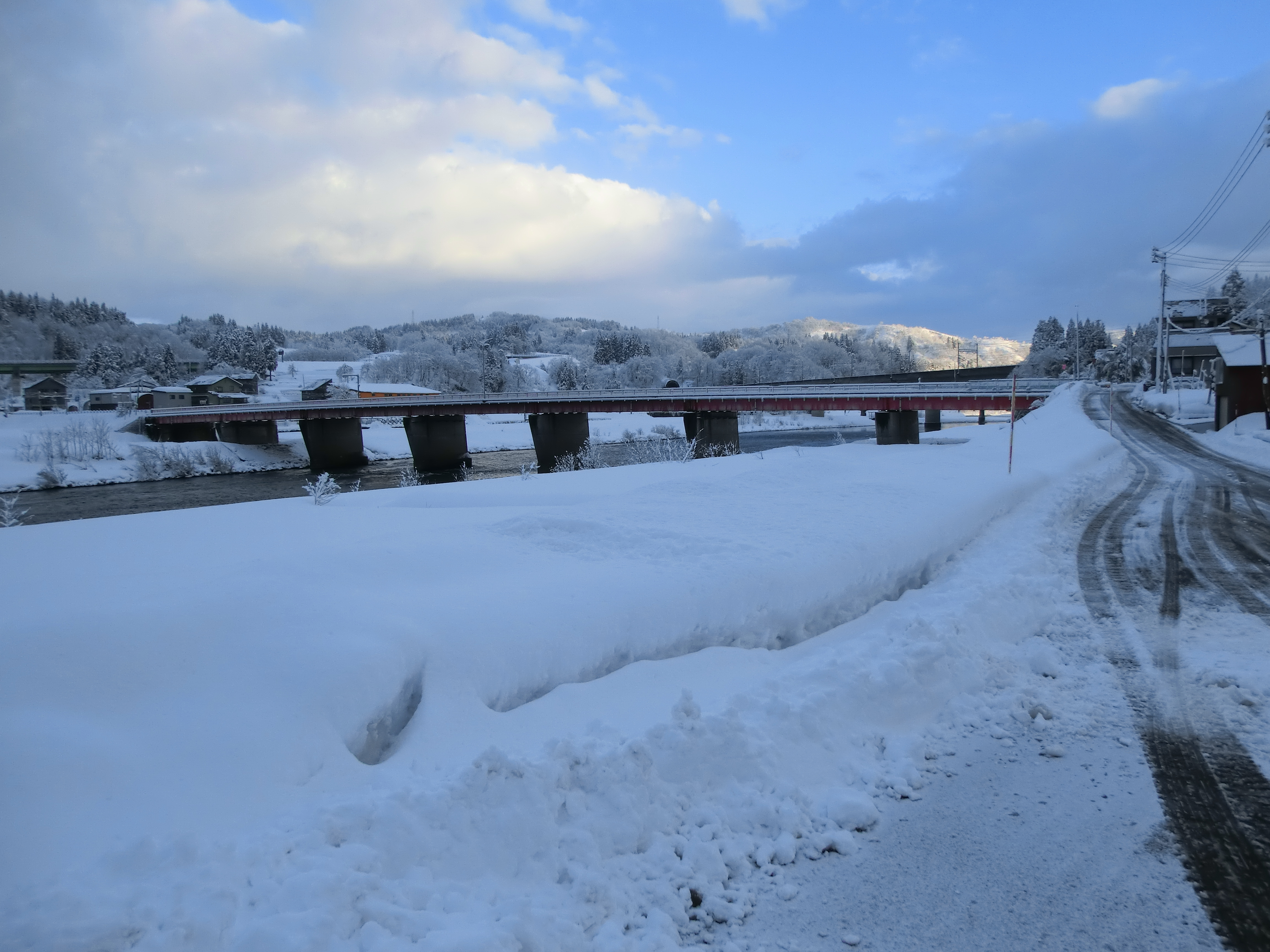
和南津橋。

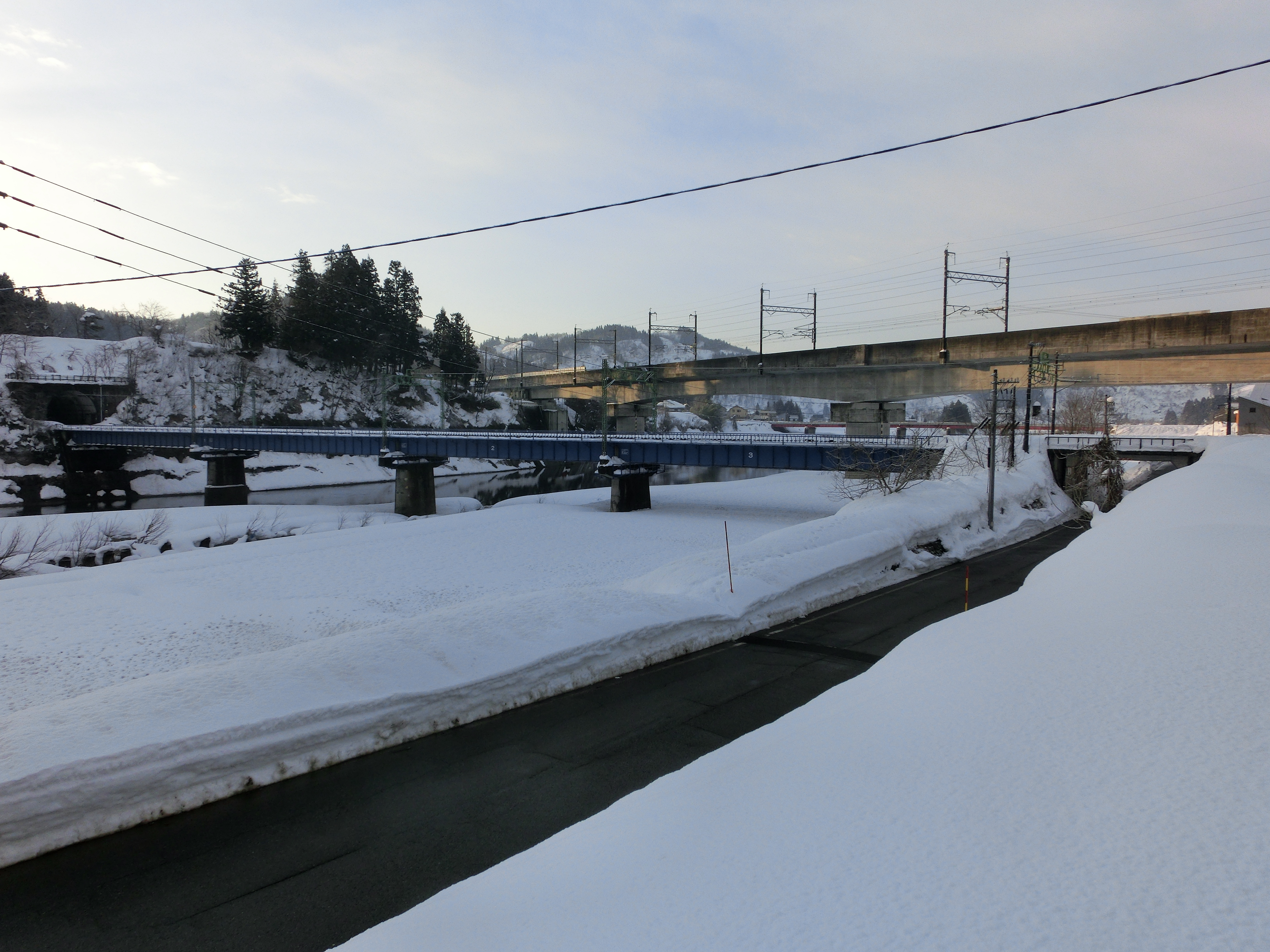
上越線第四魚野川橋梁及び上越新幹線魚野川橋梁。

川口町中部から東部の魚野川右岸の丘陵に位置する。川口町運動公園や道の駅越後川口あぐりの里がある。魚野川の近くは低地だがほとんどが丘陵である。
- 小字
  - 中山
  - 野田
  - 竹田
  - 牛ヶ首

和南津
川口町中部から東部の魚野川左岸に位置する。上河原地区で国道17号（和南津橋・和南津トンネル）、上越線（和南津トンネル）、上越新幹線（堀之内トンネル）がほぼ一箇所に集まるところがある。また、上越新幹線脇にはJR東日本新川口変電所がある。
- 小字
  - 上河原
  - 八郎場
  - 相川口
  - 下村
  - 長坂
  - 小和北

牛ケ島

川口町北部の丘陵上の平地（川口地区）から山地（木沢地区）に入る所に位置する。国道17号の坂の下は川口地区である。
- 小字
  - 貝之沢
  - 桜入
  - 天納

木沢

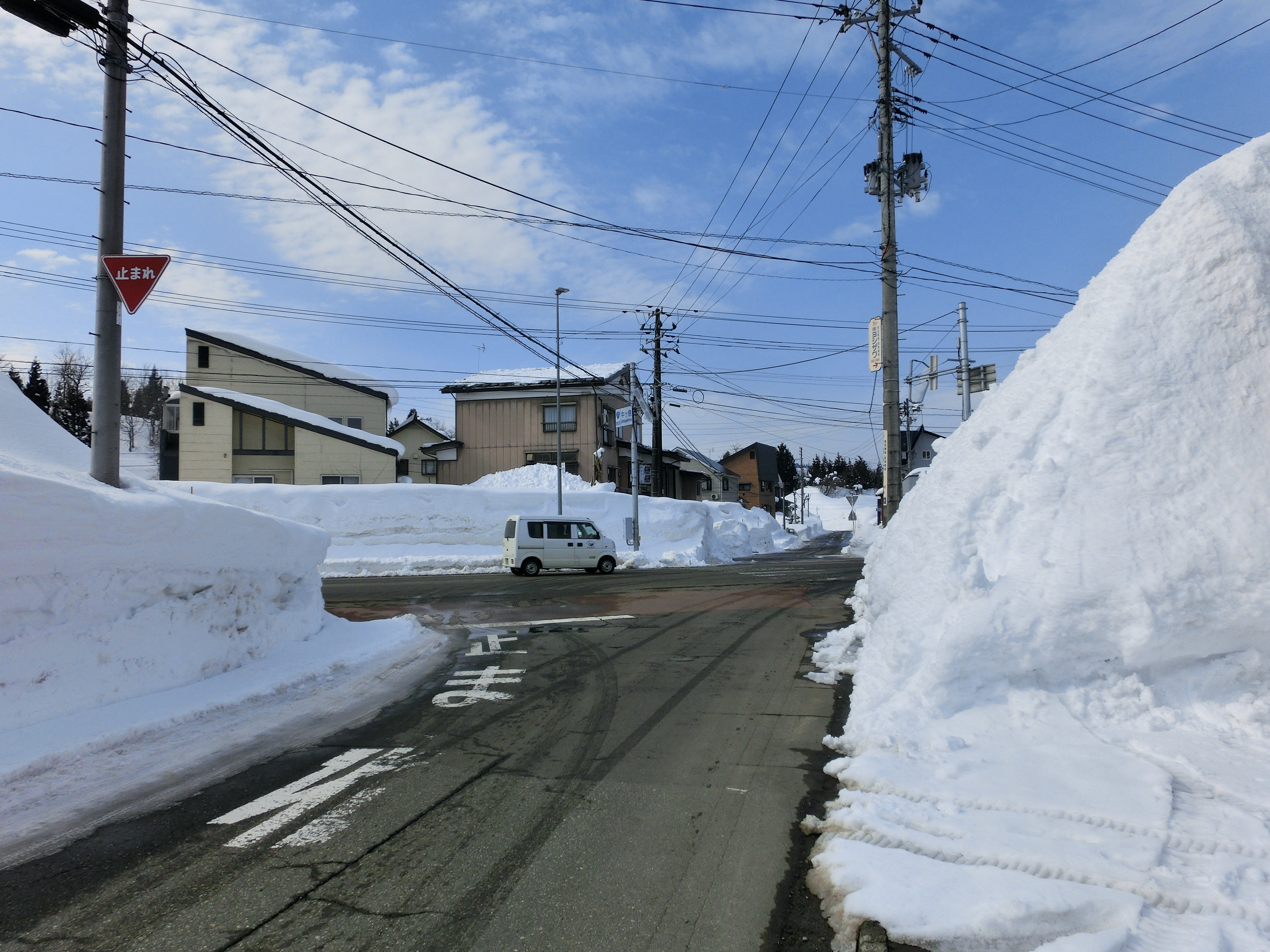
国道17号牛ケ島交差点。

川口町北部の山地に位置する。地区の下を上越新幹線魚沼トンネルが通過する。
武道窪
川口町北部の山地に位置する。木沢の西部、牛ケ島の東部に位置する。地区の下を上越新幹線魚沼トンネルが通過する。町立上川保育所がある。
田麦山
川口町南部の山地に位置する。川口町の南側のほぼ半分を占める。西を小千谷市・十日町市、東を魚沼市に挟まれる。田麦山小学校があったが、川口小学校と統合した。
- 小字
  - 小高
  - 前原
  - 大谷内
  - 田中
  - 大形